# زادوریتس-راکووا
زادوریتس-راکووا (به چکی: Zádveřice-Raková) یک منطقهٔ مسکونی در جمهوری چک است که در شهرستان زلین واقع شده‌است. زادوریتس-راکووا ۱۷٫۹۶ کیلومتر مربع مساحت و ۱٬۳۴۱ نفر جمعیت دارد و ۲۶۴ متر بالاتر از سطح دریا واقع شده‌است.